# Kalymnos (regionální jednotka)
Kalymnos (řecky: Περιφερειακή ενότητα Κάλυμνου) je jednou z 13 regionálních jednotek kraje Jižní Egeis v Řecku. Zahrnuje území obydlených ostrovů Agathonisi, Arki, Astypalaia, Farmakonisi, Kalolimnos, Kalymnos, Leipsoi, Leros, Marathos, Patmos, Plati, Pserimos, Telendos a menším okolních neobydlených ostrovů v souostroví Dodekany. Hlavním městem je Pothia. Břehy omývá Egejské moře.

## Administrativní dělení
Regionální jednotka Kalymnos se od 1. ledna 2011 člení na 6 obcí, které odpovídají hlavním obydleným ostrovům:

Poloha ostrovů Kalymnos (1), Agathonisi (2), Astypalaia (3), Leipsoi (4), Leros (5), Patmos (6)

| číslo na mapce | Obec       | řecky             | rozloha (km²) | počet obyvatel | hustota zalidnění | sídlo obce    |
| -------------- | ---------- | ----------------- | ------------- | -------------- | ----------------- | ------------- |
| 1              | Kalymnos   | Δήμος Καλυμνίων   | 110,6         | 16 179         | 146,28            | Pothia        |
| 2              | Agathonisi | Δήμος Αγαθονησίου | 14,5          | 185            | 12,75             | Megalo Chorio |
| 3              | Astypalaia | Δήμος Αστυπάλαιας | 114,1         | 1 334          | 11,69             | Astypalaia    |
| 4              | Leipsoi    | Δήμος Λειψών      | 17,4          | 790            | 45,40             | Leipsoi       |
| 5              | Leros      | Δήμος Λέρου       | 74,2          | 7 917          | 106,70            | Agia Marina   |
| 6              | Patmos     | Δήμος Πάτμου      | 89,2          | 3 047          | 34,16             | Patmos        |